# Landrais
Landrais és un municipi francès situat al departament del Charente Marítim i a la regió de la Nova Aquitània. L'any 2007 tenia 629 habitants.

## Demografia

### Població
El 2007 la població de fet de Landrais era de 629 persones. Hi havia 258 famílies de les quals 74 eren unipersonals (41 homes vivint sols i 33 dones vivint soles), 86 parelles sense fills, 90 parelles amb fills i 8 famílies monoparentals amb fills.
La població ha evolucionat segons el següent gràfic:
Habitants censats

### Habitatges
El 2007 hi havia 297 habitatges, 263 eren l'habitatge principal de la família, 18 eren segones residències i 17 estaven desocupats. 280 eren cases i 12 eren apartaments. Dels 263 habitatges principals, 201 estaven ocupats pels seus propietaris, 53 estaven llogats i ocupats pels llogaters i 8 estaven cedits a títol gratuït; 5 tenien una cambra, 18 en tenien dues, 40 en tenien tres, 61 en tenien quatre i 139 en tenien cinc o més. 188 habitatges disposaven pel capbaix d'una plaça de pàrquing. A 116 habitatges hi havia un automòbil i a 120 n'hi havia dos o més.

## Economia
El 2007 la població en edat de treballar era de 412 persones, 323 eren actives i 89 eren inactives. De les 323 persones actives 285 estaven ocupades (152 homes i 133 dones) i 39 estaven aturades (16 homes i 23 dones). De les 89 persones inactives 35 estaven jubilades, 29 estaven estudiant i 25 estaven classificades com a «altres inactius».

### Ingressos
El 2009 a Landrais hi havia 276 unitats fiscals que integraven 706,5 persones, la mediana anual d'ingressos fiscals per persona era de 15.573 €.

### Activitats econòmiques
Dels 21 establiments que hi havia el 2007, 2 eren d'empreses alimentàries, 1 d'una empresa de fabricació d'altres productes industrials, 4 d'empreses de construcció, 9 d'empreses de comerç i reparació d'automòbils, 1 d'una empresa d'hostatgeria i restauració, 1 d'una empresa immobiliària, 2 d'empreses de serveis i 1 d'una entitat de l'administració pública.
Dels 4 establiments de servei als particulars que hi havia el 2009, 1 era un taller de reparació d'automòbils i de material agrícola, 1 guixaire pintor, 1 lampisteria i 1 agència immobiliària.
Dels 2 establiments comercials que hi havia el 2009, 1 era una botiga de menys de 120 m² i 1 una botiga de roba.
L'any 2000 a Landrais hi havia 25 explotacions agrícoles que ocupaven un total de 1.683 hectàrees.